# Borsonella erosina
Borsonella erosina é uma espécie de gastrópode do gênero Borsonella, pertencente a família Borsoniidae.